# Björn Skeppare
Björn Skeppare, även kallad Hansson Bagge, född omkring 1440, död 1504, var en svensk skeppare, köpman och borgare verksam i Stockholm.

## Biografi
Skeppare Björn har ibland fått tillnamnet Hansson, ibland Bagge, vilket av genealoger anses inkorrekt på grund av omstridd källtolkning. Björn Skeppare med familj omtalas på flera ställen i tänkeböckerna, oftast i samband med färder till Norrbotten och Finland. Han var betrodd borgare i Stockholm under 1490-talet, där han uppdrogs som mantalsskrivare, edgärdsman och värderingsman. Uppgifter likställer honom med i tänkeböckerna omnämnde Björn laxekarl från 1400-talets slut. Han hade i så fall anledning att lägga till även i Ångermanland. Vidare uppgifter hävdar att Björn Skeppare var son till Hans Bagge och Ingegerd Ottesdotter, uppgifter vars sannolikhet stöds av genealoger som Jan Raneke, Sven Z. Sundin och Paul Lundin, med flera, men som ej har kunnat ledas i bevis genom tillgängligt källmaterial.
Björn Skeppare var först gift med Christina. Paret fick en första okänd son. Efter att första hustrun avlidit, gifte han sig med Margit Algotsdotter, dotter till Algot från Köping, vilken också omnämnes i tänkeböckerna. Därav framgår att också dennes far var köpman. Björn var svärfar till Hans Vävare. Paret fick tillsammans barnen Lars Björnsson (cirka 1495–1571), kyrkoherde och prost i Arnäs församling, Ångermanland, samt Anna Björnsdotter (1494–1575), gift med Hans Vävare, tysk-svensk köpman.